# Umowa o zmianie granic z 15 lutego 1951

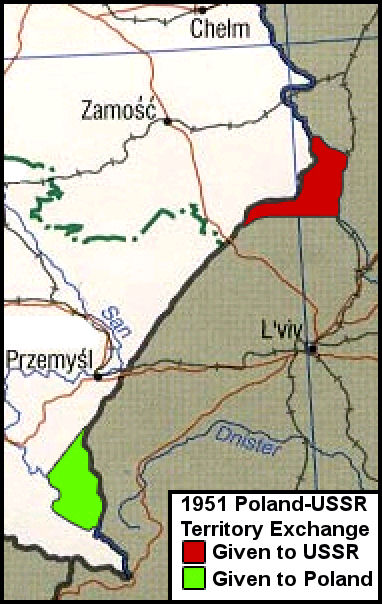
Tereny podlegające pod umowę o zamianie granic z 1951 r.: na czerwono do ZSRR, na zielono do Polski

Tereny przyłączone do ZSRR

Tereny przyłączone do Polski

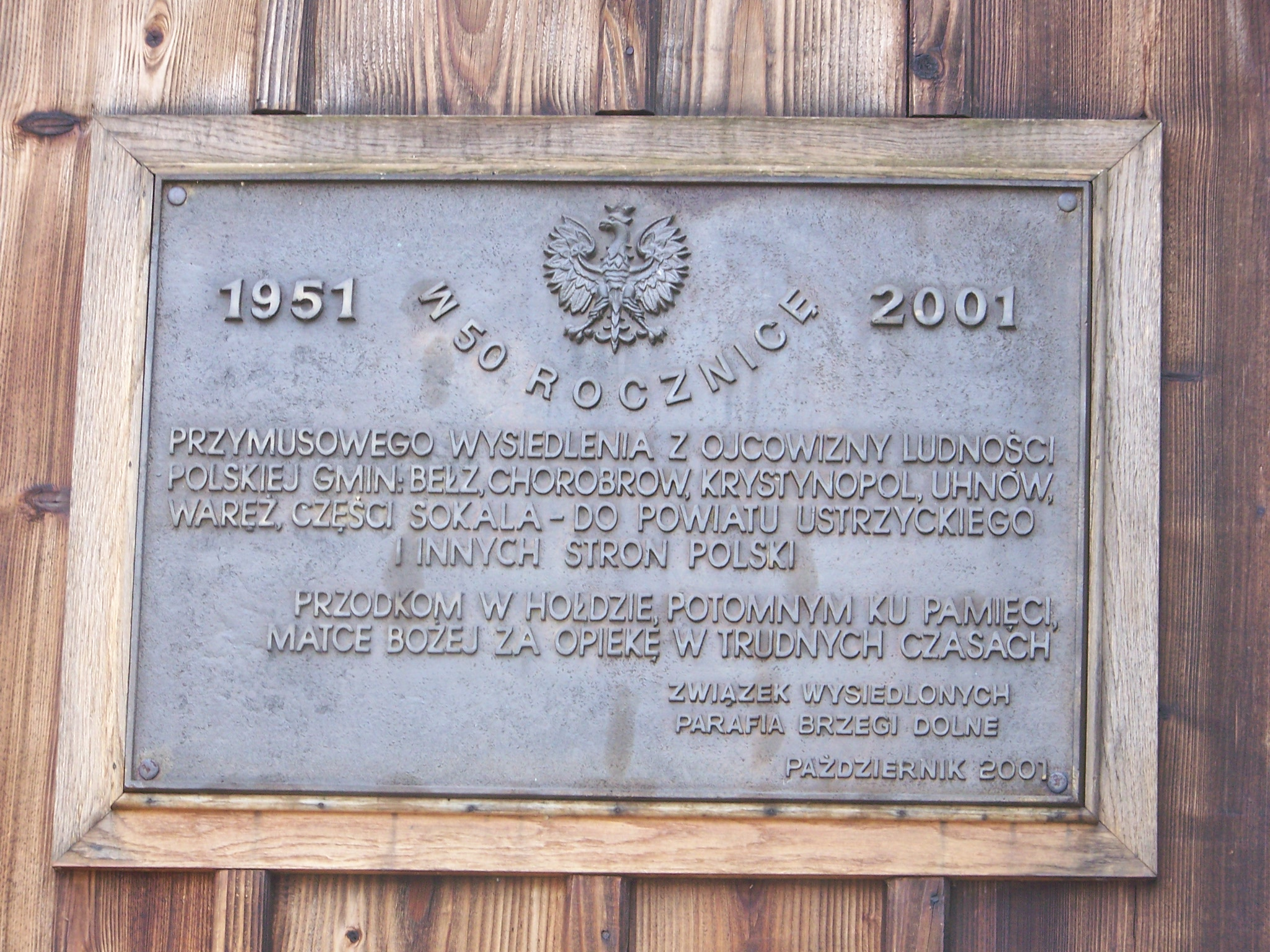
Tablica upamiętniająca 50. rocznicę przesiedlenia ludności Ziemi Sokalskiej, znajdująca się na byłej cerkwi greckokatolickiej w Brzegach Dolnych

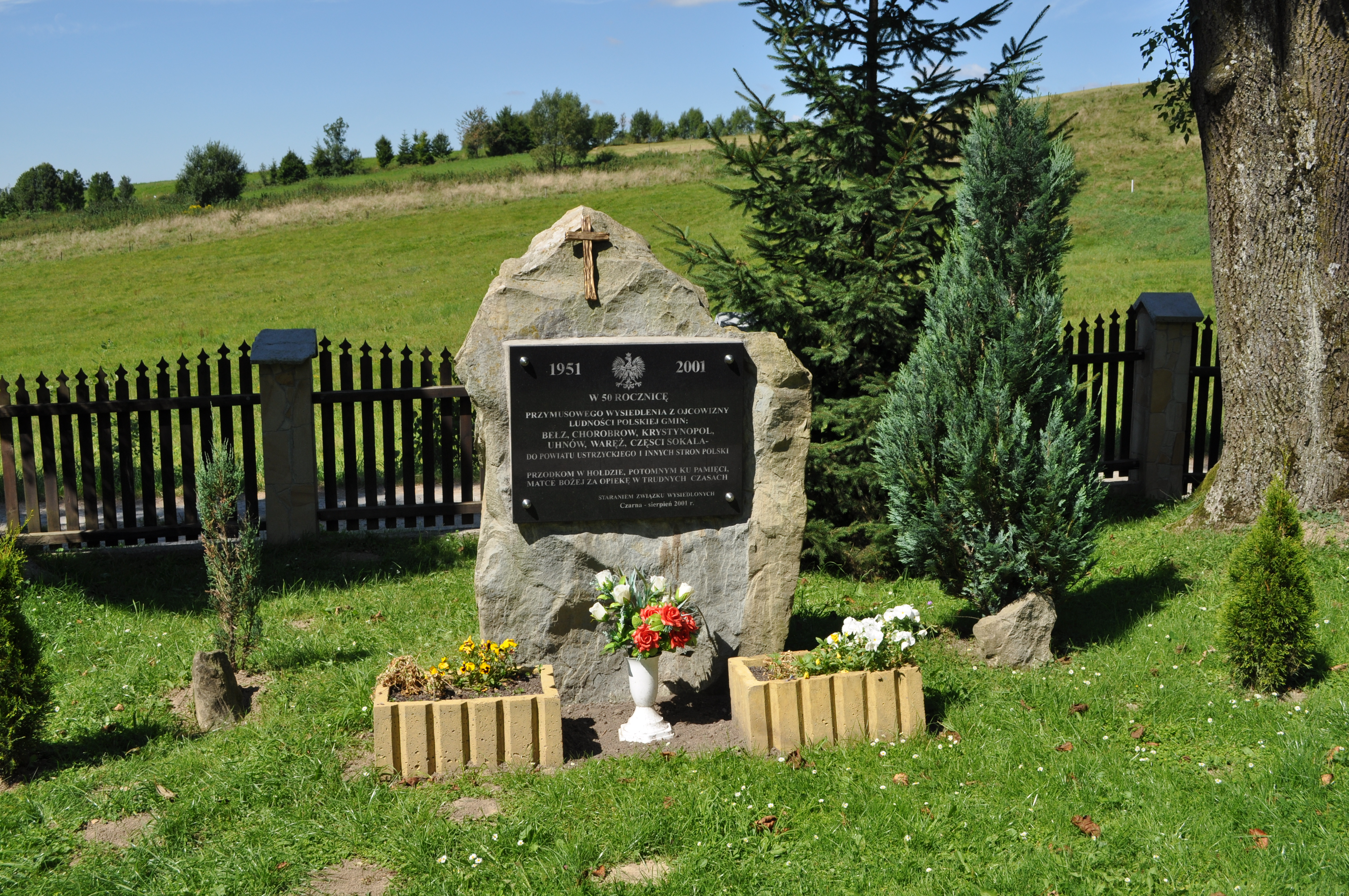
Kamień upamiętniający 50. rocznicę przesiedlenia ludności Ziemi Sokalskiej, znajdujący się przy kościele Matki Bożej Różańcowej w Czarnej, ustanowiony z inicjatywy Franciszka Flaka

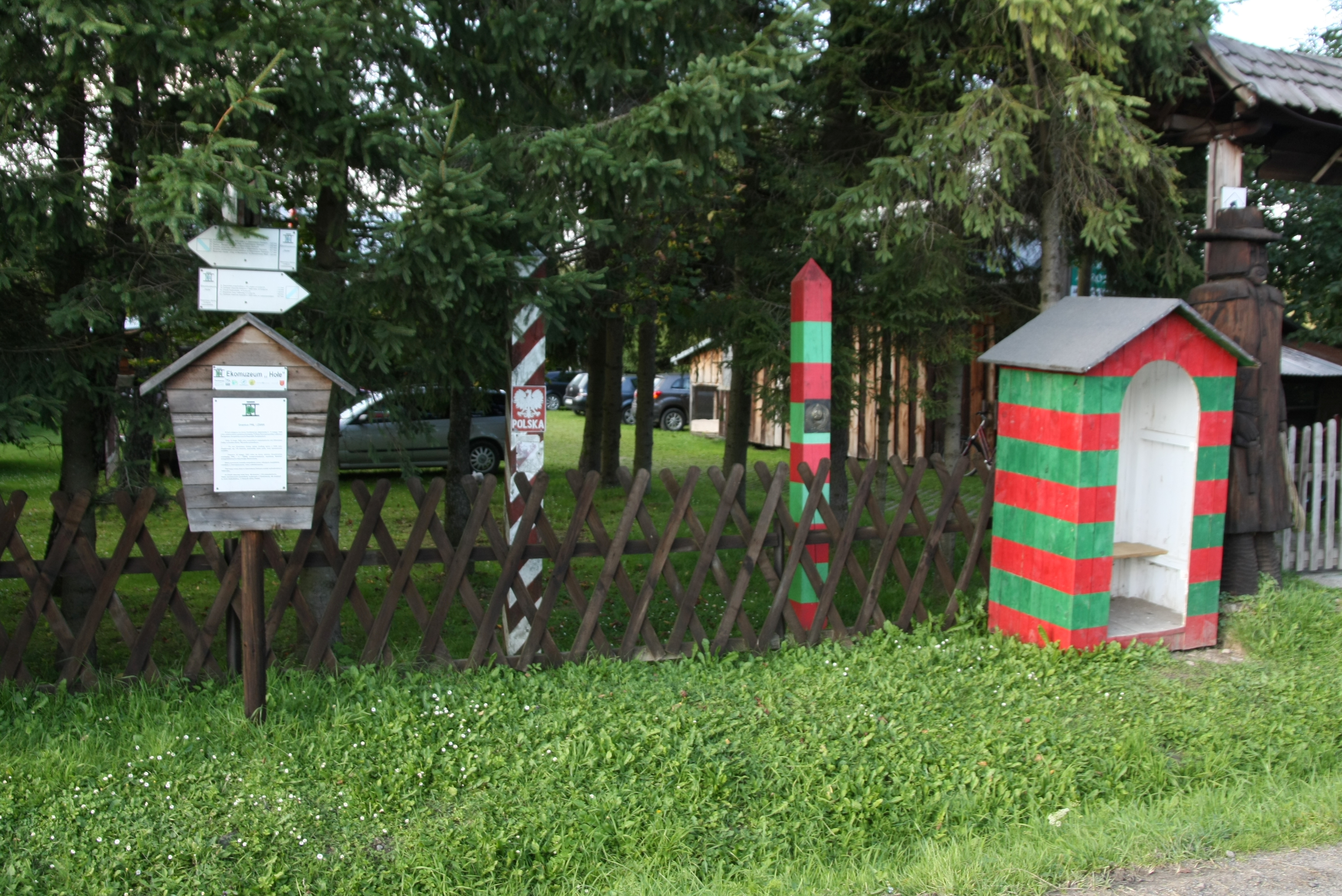
Dawna granica między Polską a ZSRR w latach 1944–1951 w Dźwiniaczu Dolnym

Umowa o zmianie granic z 15 lutego 1951 – największa w historii powojennej Polski i jedna z największych w historii powojennej Europy korekta graniczna. Dotyczyła wymiany terenów o powierzchni 480 km² (obszar powierzchniowo zbliżony do Warszawy). Umowę ogłoszono w Dz.U. z 1952 r. nr 11, poz. 63.

## Przyczyny
Istotnym dla strony radzieckiej powodem wymiany były złoża węgla kamiennego na Ziemi Sokalskiej i połączenie kolejowe Rawa Ruska – Sokal, za co Polsce przekazano tereny o ubogich glebach i z wyeksploatowanymi złożami ropy naftowej. Ze strony polskiej wśród argumentów za wymianą terenów miał padać m.in. ten o zamiarze zagospodarowania i dokończenia rozpoczętej przed II wojną światową budowy obiektów zespołu elektrowni Myczkowce-Solina na rzece San, rozdzielonych powojenną granicą polsko-radziecką, co uniemożliwiało po wojnie kontynuację tego przedsięwzięcia przez Polskę. Strona sowiecka powiadomiła władze polskie o planie wymiany w drugiej połowie 1950 r. Negocjacje zaczęły się w Moskwie w styczniu 1951, na czele polskiej delegacji stanął Aleksander Zawadzki. Strona polska proponowała jako rekompensatę obszary położone wokół miejscowości Niżankowice, Dobromil, Chyrów i Smolnica oraz linię kolejową Przemyśl – Zagórz, na co Sowieci zaproponowali dopłatę 150 mln dolarów, co było nie do realizacji przez stronę polską. Umowa została podpisana 15 lutego 1951, ogłoszona 25 maja 1951, ratyfikowana przez stronę polską 31 maja 1951, a wymiana dokumentów ratyfikacyjnych miała miejsce 6 czerwca 1951.

## Postanowienia umowy
- ZSRR odstąpił Polsce tereny leżące na północny wschód od górnego biegu Sanu. Był to fragment ówczesnego obwodu drohobyckiego, należącego do USRR; obecnie jest to miasto Ustrzyki Dolne (Устрики Долішні) oraz wsie: Czarna (Чорна), Lutowiska (Лютовиска / Шевченково), Krościenko (Коростенко), Bandrów Narodowy (Бандров), Bystre (Быстре), Liskowate (Лискувате), wraz z terenami okolicznymi. Korekta dotyczyła 10 gmin: Krościenko (środkowo-zachodnią część, oprócz skrawka na samym zachodzie), Ustrzyki Dolne (oprócz zachodnich fragmentów), Łobozew (zachodnia połowa), Czarna, Polana, Lutowiska (Szewczenko) (oprócz wschodniego fragmentu), Zatwarnica (część północna), Łomna (część północno-zachodnia), Ławrów (zachodni fragment) i Stuposiany (północno-wschodni fragment) oraz miasto Ustrzyki Dolne.
- Polska odstąpiła ZSRR fragment województwa lubelskiego z miejscowościami Bełz (Белз), Uhnów (Угнів), Krystynopol (Червоноград), Waręż (Варяж), Chorobrów (Хоробрів) oraz lewobrzeżną część Sokala – Żwirkę (Жвирка), wraz z linią kolejową Rawa Ruska – Krystynopol. Obecnie miasta te znajdują się na terenie rejonu sokalskiego w obwodzie lwowskim (Сокальський район, Львівська область). Korekta dotyczyła 7 gmin: Bełz, Chorobrów, Dołhobyczów, Krystynopol, Uhnów, Tarnoszyn i Waręż, z których tylko gmina Krystynopol została włączona w całości do ZSRR[2].

Wedle postanowień umowy cały majątek nieruchomy (budynki, kołchozy, infrastruktura, linie kolejowe) przechodził wraz z terytorium na rzecz nowego właściciela. Państwo odstępujące nie mogło w związku z powyższym rościć żadnych pretensji o rekompensatę. Państwo odstępujące zachowywało prawo do majątku ruchomego (sprzętu rolniczego, taboru kolejowego, inwentarza żywego) pod warunkiem wywiezienia go.

## Przesiedlenie (Akcja H-T)
Ludność z żyznych okolic Sokala została pod koniec 1951 roku (październik – listopad) przesiedlona w okolice Ustrzyk Dolnych w ramach „Akcji H–T” (nazwa pochodzi od pierwszych liter wysiedlanych powiatów: Hrubieszów – Tomaszów).
W wyniku Akcji H-T przesiedlono 14 151 osób, z tego na Ziemie Odzyskane 7460 osób (1917 rodzin), a w rejon Ustrzyk Dolnych 3934 osoby (1097 rodzin).

## Dalsze plany wymiany granic
Już w listopadzie 1952 roku rząd ZSRR zamierzał dokonać kolejnej wymiany granic. Polska miała stracić 1300 km² z powiatów hrubieszowskiego i tomaszowskiego, w tym miasto Hrubieszów. Granica miała biec od Korytnicy na zachód do Annopola, stąd przez Podhorce i Werbkowice do Łaszczowa, stąd przez Rzeczycę do wsi Kornie. W zamian Polsce miały przypaść m.in. okolice Chyrowa z węzłem kolejowym, proponowane przez polską delegację podczas poprzedniej wymiany. Granica na tym obszarze rozpoczynałaby się od wsi Czerniawa, stamtąd biegłaby do Hussakowa, następnie do Bolanowic, stamtąd do Bylic, dalej do Starej Soli, przez wieś Strzyłki do wsi Sokoliki. Do realizacji nie doszło prawdopodobnie z powodu choroby i śmierci Stalina.